# Danaflöt
Danaflöt este o arie protejată (arie de protecție specială avifaunistică — SPA) din Suedia întinsă pe o suprafață de 5,3 ha, integral pe uscat.

## Localizare
Centrul sitului Danaflöt este situat la coordonatele 56°03′38″N 15°42′39″E / 56.0605°N 15.7107°E.

## Înființare
Situl Danaflöt a fost declarat arie de protecție specială avifaunistică în iulie 2000 pentru a proteja 3 specii de animale.

## Biodiversitate
Situată în ecoregiunile continentală și marină baltică, aria protejată nu include niciun habitat protejat.
La baza desemnării sitului se află mai multe specii protejate de  păsări (3): chiră mică (Sterna albifrons), pescăriță mare (Sterna caspia), Sterna paradisaea.